# John Samuel Bourque
Pour les articles homonymes, voir Bourque.
John « Johnny » Samuel Bourque, né le 8 septembre 1894 et mort le 5 mars 1974 à Sherbrooke, est un homme politique québécois qui fut ministre unioniste dans les cabinets du premier ministre Maurice Duplessis.

## Biographie

### Origines
Fils du commerçant Théophile A. Bourque et de Mary Jane McGowan, John Bourque est né le 8 septembre 1894 à Sherbrooke. Ses ascendances francophone et anglophone font qu'il est devenu très vite parfaitement bilingue. Il étudie à Sherbrooke chez les Frères du Sacré-Cœur puis au Séminaire de Sherbrooke.
En 1911, alors qu'il n'a encore que 16 ans, il s'engage chez les Carabiniers (plus tard Fusiliers) de Sherbrooke de la Milice active non permanente. Il y est promu caporal en 1913 et sergent en 1914. Le 31 octobre 1914, il s'enrôle au sein du Corps expéditionnaire canadien et est intégré dans le 22e Bataillon d'infanterie (plus tard le Royal 22e Régiment). Il est nommé sergent avant la fin de l'année et part pour l'Europe le 20 mai 1915. Il participe à la guerre des tranchées. Il est promu sergent major, lieutenant en 1916 et enfin capitaine. Lors de la bataille de Vimy, il est enterré vivant par un obus tombé près de lui.
Après la guerre, il réintègre les Carabiniers de Sherbrooke. Il y sera major en 1924, commandant de l'unité en 1928 et colonel honoraire en 1939.
Après 1918, Bourque se lance dans le commerce du bois à Sherbrooke. Il travaille pour différents employeurs avant de fonder sa propre compagnie de vente de bois en 1925, J. S. Bourque Ltée.

### Débuts en politique
D'abord militant libéral, John Bourque est nommé membre de la Commission des écoles catholiques de Sherbrooke en 1933. Il y siègera quatre ans. En 1934, il est élu échevin de Sherbrooke sous l'étiquette libérale.
Cependant, il est attiré par le programme politique de Paul Gouin et de son nouveau parti politique, l'Action libérale nationale, et c'est sous cette étiquette qu'il se présente candidat dans le district électoral de Sherbrooke aux élections de l'automne 1935. Il y remporte la victoire.
Après la fusion de l'ALN et du Parti conservateur, Bourque devient un partisan inconditionnel de Maurice Duplessis et lui restera fidèle tout le long de sa carrière politique. En juin 1936, lorsque Gouin finit par se séparer de Duplessis, il lui demande de le suivre. Bourque participe aux tentatives de réconciliation des deux hommes puis, devant l'échec des négociations, abandonne définitivement son ancien chef. Il se représente dans le district de Sherbrooke lors des élections du 17 août 1936, cette fois sous l'étiquette de l'Union nationale, et remporte de nouveau la victoire.

### Lepremier gouvernement Duplessis
Duplessis récompense John Bourque de ses services en le nommant ministre des Travaux publics, l'un des plus importants ministères de cette époque. En juillet 1938, il prend également la responsabilité du ministère des Terres et Forêts. L'une de ses premières tâches est de nommer des membres de son parti dans la fonction publique. Dès le premier mois, il reçoit 8 000 demandes d'emploi.
Bourque n'est pas un grand innovateur dans l'administration de ses ministères. Il n'a pas de grands objectifs et préfère gérer au jour le jour, imitant en cela les autres ministres du gouvernement. En 1939, à la veille des élections, Duplessis l'envoie négocier un emprunt de $40 millions avec la Banque du Canada, mais celle-ci lui oppose un refus. Malgré la défaite unioniste, lors des élections de l'automne, il parvient à garder son comté de Sherbrooke.
En 1940, Bourque est nommé commandant du camp d'entraînement militaire de Sherbrooke, poste qu'il occupe jusqu'à ce qu'il se retire du service militaire actif en 1943.

### Lesecond gouvernement Duplessis
Lorsque l'Union nationale reprend le pouvoir, en 1944, John Bourque retrouve son poste de ministre des Terres et Forêts, mais pas celui des Travaux publics qui échoit à Roméo Lorrain. En 1945, il devient le premier titulaire du Ministère des Ressources hydrauliques qui vient d'être créé. Il le garde jusqu'en 1958, date où il remplace Onésime Gagnon au ministère des Finances.
Bourque reprend la même gestion que lors des années 1936-1939. Le but du ministère des Ressources hydrauliques est d'administrer le développement hydro-électrique de la province mais, durant le mandat de Bourque, l'initiative publique n'est pas à l'ordre du jour. (Il faut dire que le ministère ne compte que 38 fonctionnaires). On négocie plutôt l'implication de l'entreprise privée dans ce développement.
Il n'y a pas plus d'initiative au ministère des Terres et Forêts. Les projets à long terme sont inexistants. La principale gestion concerne la vente des Terres de la Couronne aux compagnies d'exploitation forestière.
En janvier 1958, Onésime Gagnon démissionne de son poste de ministre des Finances. John Bourque ne semble pas avoir été le premier choix de Duplessis pour lui succéder car plusieurs membres de son caucus le jugeaient peu apte à diriger ce ministère. Bourque a la chance d'avoir comme ami le sous-ministre des Finances, Jean-Henri Bieler, qui le propose comme candidat au premier ministre. Celui-ci finit par accepter et Bourque est assermenté le 27 janvier 1958. Quelques semaines plus tard, il cède les Ressources hydrauliques à Daniel Johnson et les Terres et Forêts à Jean-Jacques Bertrand.
Aux Finances, Bourque continue la politique budgétaire conservatrice de Gagnon. Le gros du travail est fait par son sous-ministre Bieler qui l'aide à rédiger ses budgets. Celui de 1958 se traduit par un surplus, le dernier de son époque. Il faudra ensuite attendre le budget Landry de 1998 avant d'en connaître un autre.

### Fin de carrière
John Bourque garde son ministère des Finances lorsque Paul Sauvé puis Antonio Barrette succèdent à Duplessis, mais il perd les élections de 1960 en même temps que son gouvernement. Il se retire alors de la vie politique. Entretemps, il a été impliqué dans le scandale du gaz naturel. En 1958, le gouvernement avait décidé de privatiser la Corporation du gaz naturel du Québec et Bourque, comme plusieurs ministres, avait acheté des actions de la compagnie avant que l'opération ne soit rendue publique.
Il meurt à Sherbrooke le 5 mars 1974 à l'âge de 79 ans, peu après s'être retiré des affaires.